# نوینکیرشن (روگن)
نوینکیرشن (به آلمانی: Neuenkirchen) یک شهر در آلمان است که در فرپومرن-روگن واقع شده‌است. نوینکیرشن ۳۹۱ نفر جمعیت دارد.